# Ludwigshafen
Ludwigshafen am Rhein (gyakran csak Ludwigshafen) város Németországban, Rajna-vidék-Pfalz tartományban. A Rajna balpartján fekszik, Mannheimmel szemben, amellyel vashíd köti össze.

## Népesség
1864-ben 3911, 1890-ben 33 216, 2013-ban 161 518 lakosa volt.
| Lakosok száma | 170 374 | 161 518 | 163 832 | 166 621 | 168 497 | 172 253 | 172 145 | 174 265 | 176 110 |
|               | 1975    | 2013    | 2014    | 2016    | 2017    | 2019    | 2021    | 2022    | 2023    |

## Történelme
1849. június 15-én itt ütköztek meg a poroszok és a badeniek. 1859-ben kapott városi rangot.

## Gazdaság
A városban található a világ legnagyobb vegyi gyára, a BASF.

## Közlekedés

### Közúti közlekedés
A várost érinti az A61-es, A6-os és az A65-ös autópálya.

### Vasúti közlekedés
Bővebben Ludwigshafen (Rhein) Hauptbahnhof és S-Bahn RheinNeckar.

## Testvérvárosok
- Pasadena (Kalifornia), 1948 óta
- Lorient (Franciaország), 1963 óta
- Havering kerület (Egyesült Királyság), 1971 óta
- Sumqayıt (Azerbajdzsán), 1987 óta
- Dessau (2007. július 1-től Dessau-Roßlau) (Szász-Anhalt), 1988 óta
- Antwerpen (Belgium), 1999 óta
- Gaziantep (Törökország), 2012 óta
- Tiszaújváros (Magyarország)